# Matěj Dostálek
Matěj Dostálek (* 30. listopadu[zdroj?] 1984 Náchod) je český divadelní, filmový a masmédiální vědec, v letech 2014–2016 ředitel mezinárodního festivalu populárně-vědeckých filmů Academia Film Olomouc, v letech 2015 až 2025 ředitel olomouckého vědeckého centra Pevnost poznání a od roku 2025 prorektor Univerzity Palackého v Olomouci.

## Život
Narodil se před koncem roku 1984 v Náchodě. Vyrůstal pak v Peci pod Sněžkou na horské boudě svých rodičů. Po gymnáziu v Trutnově vystudoval divadelní a filmovou vědu na Katedře divadelních a filmových studií Filozofické fakulty Univerzity Palackého. V roce 2008 získal bakalářský titul s prací na téma „Společenská traumata v americkém politickém filmu 70. let“ a v roce 2012 magisterský titul s diplomovou prací „Postmoderní aspekty filmu Watchmen“. V Olomouci už zůstal a založil zde rodinu.
Už od studentských let se začal podílet také na organizaci různých českých filmových festivalů: Letní filmové školy, festivalu dokumentárních filmů Ji.hlava či Přehlídky animovaného filmu. Dalším z nich byl mezinárodní festival populárně-vědeckého a dokumentárního filmu Academia Film Olomouc (AFO), na němž v různých pozicích působil od roku 2007 (např. redaktor festivalového deníku, tiskový mluvčí) a jejž pak v letech 2014 až 2016 vedl z pozice ředitele.
Podílel se na pořádání mezinárodních konferencí, koordinoval návštěvy významných hostů, například Noama Chomského. V letech 2010 až 2014 pracoval na univerzitních projektech zabývajících se propojováním akademické sféry s audiovizuálním průmyslem, popularizací vědy a propagací v oblasti terciárního vzdělávání. Na podzim 2014 zvítězil ve výběrovém řízení na vedoucího Centra popularizace Přírodovědecké fakulty Univerzity Palackého v Olomouci a stal se ředitelem nově budovaného vědeckého centra Pevnost poznání. To bylo veřejnosti otevřeno v historické budově bývalého dělostřeleckém skladu v areálu Korunní pevnůstky v polovině dubna 2015. V květnu 2025 se stal prorektorem Univerzity Palackého v Olomouci. Ve funkci ředitele Pevnosti poznání skončil k 31. srpnu 2025, ve funkci jej nahradil David Smrčka.